# Lac Saveney
Ne doit pas être confondu avec Savenay ou McSaveney.
Le lac Saveney est un plan d'eau douce rattaché à la baie Adolphe-Poisson, situé dans la partie Ouest du réservoir Gouin, dans le territoire de la ville de La Tuque, dans la région administrative de la Mauricie, dans la province de Québec, au Canada. Ce lac s’étend dans les cantons de Hanotaux et de Poisson.
L’hydroélectricité constitue la principale activité économique du secteur. La foresterie et les activités récréotouristiques, en second.
Le côté Ouest du bassin versant du lac Saveney et de la baie Adolphe-Poisson sont desservis par la route forestière R1009 (sens Nord-Sud). Cette route dessert aussi toute la partie Ouest du réservoir Gouin.
La surface du lac Saveney est habituellement gelée de la mi-novembre à la fin avril, toutefois la circulation sécuritaire sur la glace se fait généralement du début décembre à la fin de mars.

## Géographie
Les principaux bassins versants voisins du lac Saveney sont :
- côté nord : rivière Berthelot, rivière Pascagama ;
- côté est : baie Adolphe-Poisson, baie Hanotaux, baie Saraana, lac du Mâle (réservoir Gouin) ;
- côté sud : baie Mattawa, baie Adolphe-Poisson, ruisseau Bignell, rivière Flapjack ;
- côté ouest : lac de la Tête, rivière Mégiscane, rivière Kekek, rivière Serpent (rivière Mégiscane).

D’une longueur de 5,2 km, le lac Saveney recueille au fond d’une petite baie dans sa partie Ouest les eaux de la décharge de petits lacs non identifiés. Le lac Saveney comporte une baie du Nord (longueur : 2,6 km, de forme étroite) qui s’étend en parallèle et du côté Ouest de la partie Nord de la baie Hanotaux. Une seconde baie s’étire sur (longueur : 0,9 km vers le Nord-Est, soit en direction de la baie Hanotaux. Une troisième baie s’étire sur 0,9 km vers le Sud de la partie principale du lac. Une quatrième baie s’étire sur (longueur : 1,2 km vers le Sud, constitue l’émissaire.
L’embouchure du « lac Saveney » est localisée à l’Est du lac, soit à :
- 5,2 km au Sud-Ouest de l’embouchure de la baie Hanotaux ;
- 18,0 km au Sud-Ouest de l’embouchure de la passe Kaopatinak ;
- 39,3 km au Sud-Ouest du centre du village de Obedjiwan lequel est situé sur une presqu’île de la rive Nord du réservoir Gouin ;
- 96,4 km à l’Ouest du barrage Gouin ;
- 135,5 km à l’Ouest du centre du village de Wemotaci (rive Nord de la rivière Saint-Maurice) ;
- 227 km au Nord-Ouest du centre-ville de La Tuque ;
- 319 km au Nord-Ouest de l’embouchure de la rivière Saint-Maurice (confluence avec le fleuve Saint-Laurent à Trois-Rivières)[1].

À partir de l’embouchure du « lac Saveney », le courant coule sur 128,1 km jusqu’au barrage Gouin, selon les segments suivants :
- 5,3 km vers le Nord-Est, jusqu’à l’embouchure de la baie Hanotaux ;
- 40,9 km vers le Nord-Est en traversant le lac du Mâle (réservoir Gouin), puis vers l’Est en traversant le lac Bourgeois (réservoir Gouin) et le lac Toussaint (réservoir Gouin) jusqu’au Sud de la presqu’île du village d’Obedjiwan ;
- 81,9 km vers l’Est, en traversant notamment le lac Marmette (réservoir Gouin), puis vers le Sud-Est en traversant notamment le lac Brochu (réservoir Gouin), puis vers l’Est en traversant la baie Kikendatch, jusqu’au barrage Gouin.

À partir de ce barrage, le courant emprunte la rivière Saint-Maurice jusqu’à Trois-Rivières où il se déverse sur la rive Nord du fleuve Saint-Laurent.

## Toponymie
Le toponyme "Lac Saveney " a été officialisé le 5 décembre 1968 par la Commission de toponymie du Québec, soit à la création de cette commission.